# Praeneste
Palestrina (drevni Praeneste) je drevni grad i istoimena općina u Italiji, smještena 35 km Rima, s kojim je spaja Via Prenestina. Administrativno pripada regiji Laciju.
Poznata je po antičkom svetištu Fortune Primigenije, kao i rodno mjesto slavnog skladatelja Giovannija Pierluigija de Palestrine.

## Vanjske poveznice
- Model of the Roman Sanctuary and its modern appearance
- History and monuments of Palestrina  Arhivirana inačica izvorne stranice od 1. siječnja 2007. (Wayback Machine)